# Lehota nad Rimavicou
Lehota nad Rimavicou je obec v okrese Rimavská Sobota v Banskobystrickém kraji na Slovensku. Leží v jihozápadní části Stolických vrchů v údolí říčky Rimavica. Nachází se 19 km severozápadně od okresního města. Žije zde 277 obyvatel. Obec vznikla v roce 1957 sloučením obcí Rimavica a Rimavská Lehota.
První písemná zmínka o obci pochází z roku 1274.

## Památky
- Klasicistní evangelický kostel z roku 1852 v části Rimavská Lehota. Upraven byl v roku 1924.
- Evangelický kostel z roku 1797 v části Rimavica.